# Зджешовице (железопътна гара)
Зджешовице (на полски: Zdzieszowice) е железопътна гара в Зджешовице, Южна Полша.
Разположена е на железопътна линия 136 (Ополе Грошовице – Кенджежин Кожле).